# Championnat de France féminin de handball de Nationale 3
 (juin 2020).
Le Championnat de France féminin de handball de Nationale 3 est le 5e échelon du handball en France. La Nationale 3 compte huit poules de douze clubs.

## Formule de la compétition

### Jusque 2017
Le championnat de Nationale 3 est composé de 8 poules de 12 clubs soit 96 clubs repartis selon leur classement la saison précédent et leur situation géographie.

#### Accession
À la fin de la saison régulière, les 8 premiers de chaque poule accèdent à la Nationale 2, tandis que les 8 deuxièmes de chaque poule s'affrontent lors d'un barrage sur terrain neutre. Les 4 gagnants accèdent en Nationale 2, les 4 perdants s'affrontent dans un nouveau barrage : les 2 vainqueurs accèdent en Nationale 2.
Les 3 derniers de chaque groupe sont relégués au niveau régional.
Le meilleur premier participe aux finalités Métro/Ultramarin où il affrontera un club d'Outre Mer. Le vainqueur de ce match sera déclaré champion de Nationale 3.
Le meilleur premier est déterminé selon son nombre de points par match puis son attaque et son goal average.

### Saison 2017/2018
Le championnat de Nationale 3 est composé de 8 poules de 12 clubs soit 96 clubs repartis selon leur classement la saison précédent et leur situation géographie.
Pour la saison 2017-2018 il n'y a pas de descente. À la fin de la saison régulière, les 8 premiers de chaque poule accèdent à la Nationale 2 (sous réserve de répondre aux conditions d’accessions, dans le cas contraire c'est le deuxième qui est promu. Le meilleur premier participe aux finalités Métro/Ultramarin où il affrontera un club d'Outre Mer. Le vainqueur de ce match sera déclaré champion de Nationale 3.
Le meilleur premier est déterminé selon son nombre de points par match puis son attaque et son goal average.

### À partir de la saison 2018/2019
La compétition est organisée par les Ligues régionales : chacune des 13 Ligues organisent la compétition pour sa région. Chaque Ligue régionale, sauf la Corse, a le droit à 2 montées par saison. Pour la Corse, il n'est possible d'avoir qu'un club dans les niveaux nationaux amateur et professionnel. Tant que cette représentation nationale ne diminue pas, il n’y a pas d’accédant Corse féminin.
Pour la première saison (2018/2019), le système des finalités est maintenu : le HBF Saint-Denis est le dernier champion de France de Nationale 3.

## Palmarès
| Saison | Vainqueur                              | Finaliste                                        |
| ------ | -------------------------------------- | ------------------------------------------------ |
| 2003   | HBC Celles-sur-Belle                   | EAL Abbeville                                    |
| 2004   | HBC Oloron                             | ?                                                |
| 2005   | ASUL Vaulx-en-Velin rés.               | ?                                                |
| 2006   | AS Morne des Esses ()                  | ?                                                |
| 2007   | Réveil Sportif du Gros Morne ()        | Saint-Grégoire Rennes Métropole Handball         |
| 2008   | Dreux AC HB et ASC Chevigny St Sauveur | ?                                                |
| 2009   | ASUL Vaulx-en-Velin rés.               | ?                                                |
| 2010   | VAL de Boutonne HBC                    | ?                                                |
| 2011   | Sambre Avesnois Handball               | ?                                                |
| 2012   | ASC Le Geldar de Kourou ()             | Landi / Lampaul HB                               |
| 2013   | Réveil Sportif du Gros Morne ()        | Beauvais OUC                                     |
| 2014   | ASC Le Geldar de Kourou ()             | CA Lisieux Handball                              |
| 2015   | ASHB Tamponnaise ()                    | CS Annecy-le-Vieux                               |
| 2016   | Intrépide HBC ()                       | HBC Échalas                                      |
| 2017   | Drôme Handball Bourg-de-Péage rés.     | USC Citron ()                                    |
| 2018   | Arsenal du Robert ()                   | Entente Taulé-Carantex / Morlaix / Plougonven HB |
| 2019   | HBC Saint Julien Denicé Gleizé         | HBF Saint-Denis ()                               |

| Saison | Vainqueur                      | Vainqueur                      | Vainqueur                               | Vainqueur                       | Vainqueur                       | Vainqueur                  | Vainqueur            | Vainqueur                     | Vainqueur            | Vainqueur                                       | Vainqueur                                                | Vainqueur                    | Vainqueur                              |
| Saison | AURA                           | Bourgogne-Franche-Comté        | Bretagne                                | Centre-Val de Loire             | Pays de la Loire                | Corse                      | Grand Est            | Hauts-de-France               | Île-de-France        | Normandie                                       | Nouvelle-Aquitaine                                       | Occitanie                    | PACA                                   |
| ------ | ------------------------------ | ------------------------------ | --------------------------------------- | ------------------------------- | ------------------------------- | -------------------------- | -------------------- | ----------------------------- | -------------------- | ----------------------------------------------- | -------------------------------------------------------- | ---------------------------- | -------------------------------------- |
| 2020   | compétition annulée.           | compétition annulée.           | compétition annulée.                    | compétition annulée.            | compétition annulée.            | compétition annulée.       | compétition annulée. | compétition annulée.          | compétition annulée. | compétition annulée.                            | compétition annulée.                                     | compétition annulée.         | compétition annulée.                   |
| 2021   | compétition annulée            | compétition annulée            | compétition annulée                     | compétition annulée             | compétition annulée             | compétition annulée        | compétition annulée  | compétition annulée           | compétition annulée  | compétition annulée                             | compétition annulée                                      | compétition annulée          | compétition annulée                    |
| 2022   | Saint-Germain Blavozy Handball | Convention Maiche Morteau      | Entente Bro Léon                        | HBC Mamers                      | HBC Mamers                      | Handball Ajaccio Club      | Marly Handball       | Sambre Avesnois Handball rés. | Elite Val d'Oise     | Rouen Handball rés.                             | Stade pessacais Union Club rés.                          | Lattes Handball              | Avignon Handball                       |
| 2023   | Blanzat Sport Montluçon HB     | Palente Besançon Handball rés. | Espérance Chartres de Bretagne Handball | USM Montargis                   | USM Montargis                   | HB Pays Ajaccien 3 Vallées | Taissy Club Handball | Tourcoing Handball            | SCA 2000 Evry        | Handball Octeville-sur-Mer rés.                 | Asson Sports Handball                                    | Nim'Arguerittes              | Antibes Handball                       |
| 2024   | US Beaurepaire Handball        | CA Pontarlier Handball         | Hermine Kernic HB                       | CJ Bouguenais Handbal           | CJ Bouguenais Handbal           | HBC Borgo                  | Villers Handball     | Handball Hazebrouck 71        | Paris Sport Club     | AL Césaire Levillain                            | Handball Club Marmandais                                 | Pechbonnieu Coteaux Handball | Union du pays d'Aix Bouc Handball rés. |
| 2025   | Livron Handball                | Palente Besançon Handball rés. | Roz Hand'Du 29 rés.                     | CJF Fleury Loiret Handball rés. | CJF Fleury Loiret Handball rés. | HBC Borgo                  | Colmar Centre Alsace | HBC Crépy-en-Valois           | HBC Gagny            | Entente Caen Est (CL Colombelles Handball rés.) | HBC Villenave ou Aunis Handball La Rochelle-Périgny rés. | Pays des Nestes Handball     | Carros HBC                             |
| 2026   | ?                              | ?                              | ?                                       | ?                               | ?                               | ?                          | ?                    | ?                             | ?                    | ?                                               | ?                                                        | ?                            | ?                                      |